# Kölnmitteltor

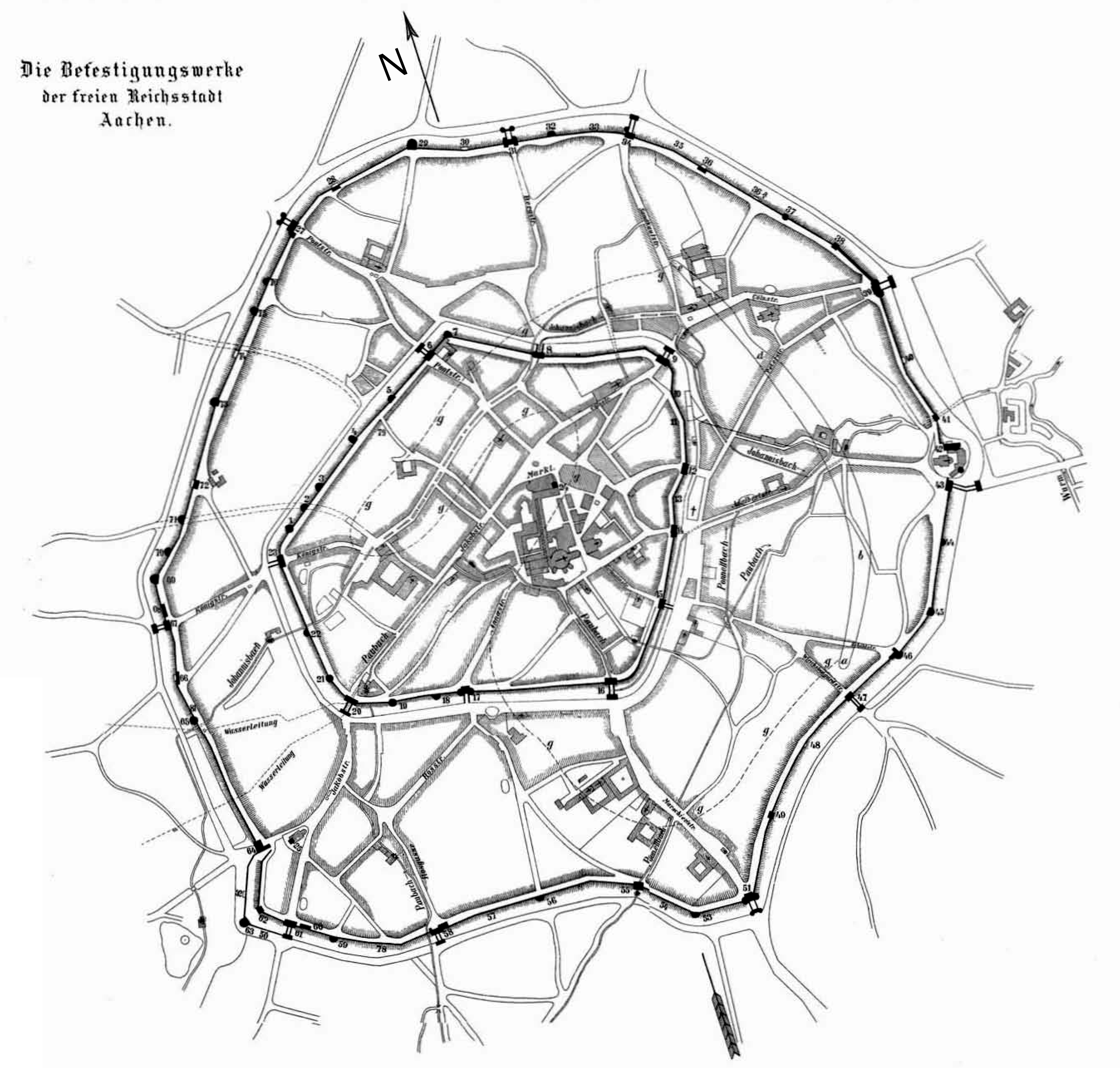
Overzicht van de vestingwerken in Aken. Nummer 9 is de Kölnmitteltor.

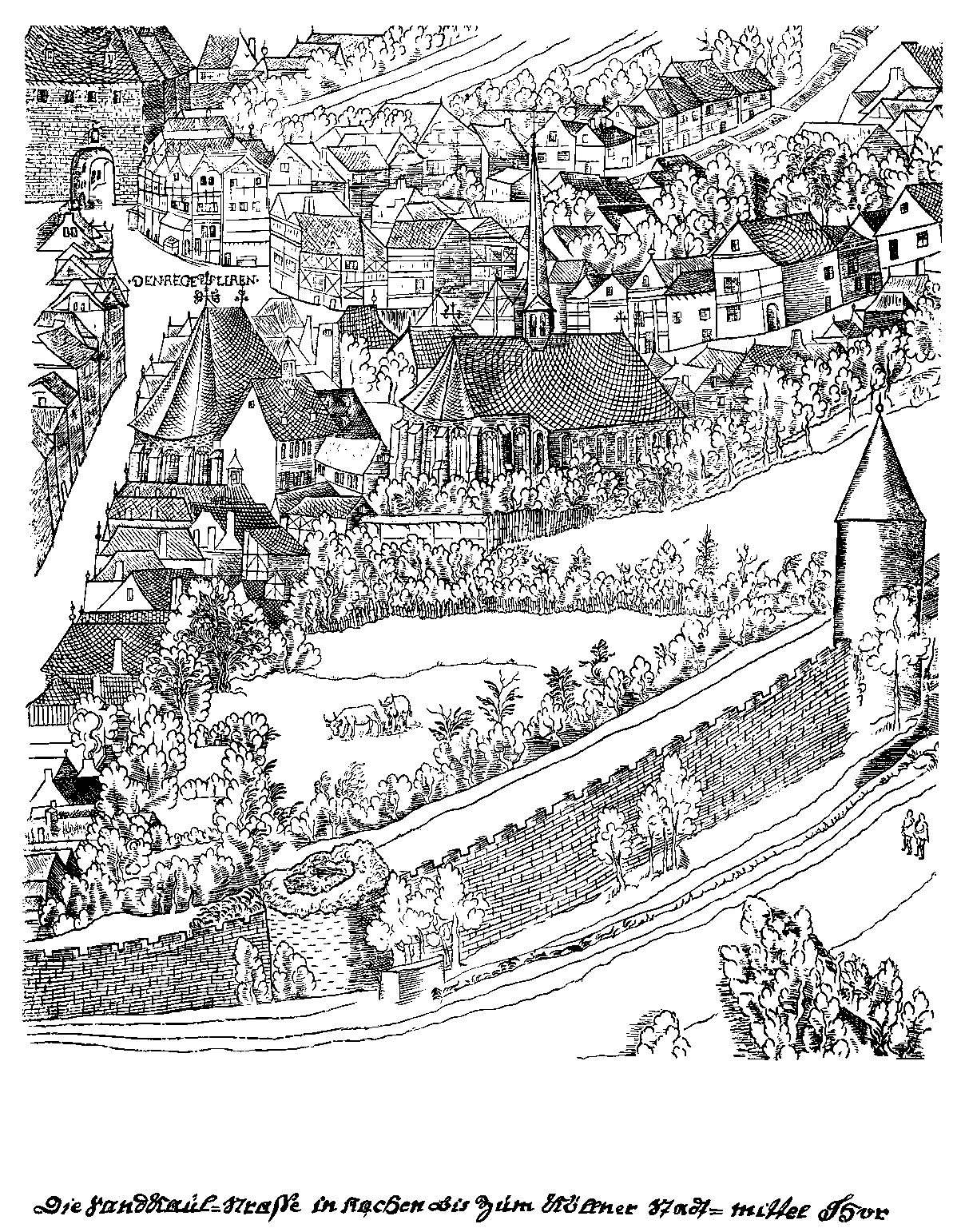
De Sandkaulstraße in Aken tot aan de Kölnmitteltor rond 1566

De Kölnmitteltor was een stadspoort en maakte deel uit van de tussen 1171 en 1175 gebouwde binnenste stadsmuren van de Duitse stad Aken. De stadspoort bestaat niet meer.

## Locatie
In de binnenste ringmuur stond de Kölnmitteltor in het noordoosten tussen de Neutor (in het westen) en de Besterdertor (in het zuiden). Ze bevond zich aan wat tegenwoordig de Großkölnstraße en de Mefferdatisstraße heet. De Kölnmitteltor had later als equivalent in de buitenste stadsmuren de Kölntor. De beide poorten waren onderling met elkaar verbonden via de huidige Alexanderstraße. Toentertijd ontmoetten aan de Kölnmitteltor de straat richting Xanten en de straat richting Keulen elkaar. Ook had de Kölnmitteltor een directe verbinding met de Sandkaultor in het noorden, waar tegenwoordig ongeveer de Sandkaulstraße gelegen is.
De naam van de poort vloeit voort uit de situatie, dat reizigers uit Keulen de stad binnenkwamen via de Kölnmitteltor.
De Kölnmitteltor (in het oosten) was een van de hoofdpoorten van de binnenste stadsmuren, samen met de Pontmitteltor in het noorden, de Marschiermitteltor in het zuiden en de Jakobsmitteltor in het westen.

## Geschiedenis
De poort was onderdeel van de binnenste stadsmuren die op instigatie van Frederik I van Hohenstaufen tussen 1171 en 1175 gebouwd zijn.
De naam van de poort was oorspronkelijk Kölntor, maar omdat er in het verlengde van de Kölntor een tweede poort werd gebouwd kreeg die de naam Kölntor. Om verwarring te voorkomen werden veel poorten van de binnenste stadsmuur de toevoeging "mittel" gegeven.
Er is overgeleverd dat de Kölnmitteltor gesloopt werd onmiddellijk na de bouw van de Sandkaultor van de buitenste stadsmuren.

## Öcher Bend
Onder Öcher Bend verstaat men in Aken een jaarmarkt. Reeds in 1413 werd de weide achter de Kölnmitteltor, ook wel "Cöllerporz" en "Bent" genoemd. Daar vond de jaarmarkt 60 jaar lang plaats. Als in de 17e eeuw een nieuwe kuurpromenade aangelegd wordt, gingen de kraampjes en attracties naar de Seilgraben, Bergdriesch en Pontdriesch.